# Salar de Coposa
El salar de Coposa es un lago de aguas con sedimentos de sales ubicado en el extremo sur este de la Región de Tarapacá.

## Características
Limita al norte con la cuenca del salar de Huasco. También con las cabeceras de ríos que tributan a las cuencas salar de Empexa, salar de Laguani y salar de la Laguna, todos ellos ubicados al otro lado de la frontera internacional. Al sur con el salar de Michincha y al este con las quebradas que desaguan en la Pampa del Tamarugal: Caya, Guatacondo y Chacarillas.: 122 
Sus características morfométricas y climatológicas más relevantes son:: I-111 
- altura: 3730 m
- superficie de la cuenca: 1116 km²
- superficie del salar: 85 km²
- superficies de las lagunas: 3 - 7 km²
- precipitaciones: 150 mm/año
- evaporación potencial: 1300 mm/año
- temperatura media: 5 °C

Se considera que existe una transferencia subterránea de aguas desde el salar de Michincha hacia el salar de Coposa (200 l/s) y desde este al salar de Empexa (50 l/s).: 30 

## Acuíferos
El inventario nacional de acuíferos de Chile consigna en la Región de Tarapacá para la cuenca del salar de Coposa un sector hidrogeológico de aprovechamiento común:: 27 
1. Salar de Coposa con 1111,1 km²

Suma: 1111,1 km²

## Historia
Luis Risopatrón describe en su Diccionario Jeográfico de Chile de 1924 varios accidentes geográficos relacionados con el salar:: 253 et al 
Coposa (Cerro) 20° 40’ 68° 47'. Se levanta a 4 660 m de altitud, en el cordón que se estiende hácia el SW del salar del mismo nombre. 116, p. 355; 134; i 156.
Coposa (Salar de) 20° 38' 68° 40'. De cierta estension, con varios manantiales i una pequeña laguna, se encuentra a 3 715 m de. altitud, a corta distancia hácia el SW del abra de Napa, de la línea de límites con Bolivia. 116, p. 201; 134; i 156; ciénaga en 77, p. 31; i pampa en 96, p. 114 i 118; i 116, p. 78.
Cascacha (Agua de) 20° 36' 68° 41'. Revienta en la márjen NW del salar de Coposa. 156; i de Cascaña en 134.: 154 
Cascaña (Agua de) 20° 36' 68° 41'. Revienta en la márjen NW del salar de Coposa. 134; i de Cascacha en 156.